# 六英里 (喬治亞州)
六英里（英語：Six Mile）是位於美國喬治亞州弗洛伊德縣的一個非建制地區。該地的面積和人口皆未知。

## 地理
六英里的座標為34°10′38″N 85°12′23″W / 34.17722°N 85.20639°W，而該地的平均海拔高度為211米（即692英尺）。